# 東入植地
東入植地（ひがしにゅうしょくち） (古ノルド語: Eystribyggð ; グリーンランド語: Kujataa) は、アイスランドのヴァイキングたちによって985年頃からグリーンランドに建設された3つの入植地（東・中・西）の一つである。東入植地はそれらの中で最初にして最大の場所であり、最盛期には4000人が暮らした。日本語では「東入植地」のほか、「東定住地」、「東地区」、「東居留地」、「東部居住地」などとも訳されている。
「東」入植地という名称から想起されるのとは違い、西入植地の東ではなく、500 km南にある。そして、西入植地同様、グリーンランド南西部のエイリークスフィヨルド（Eiriksfjord / 古ノルド語: Eiríksfjörðr）やイガリク（村と同名のフィヨルド。別名エイナールスフィヨルド / 古ノルド語: Einarsfjörðr）といった長いフィヨルドの端に位置した。
その区画には、スカンジナビア風の農家およそ500件の遺跡群があり、ブラッタフリーズ、フヴァルセー、ガルダル（ガルザル）、Dyrnæsなど、16聖堂の遺跡が含まれる。この入植地に関する最後の記録は1408年に挙行された結婚式のもので、これは西入植地の最北の集落が終焉を迎えた後の、50年から100年ほどが経った時期に当たる。15世紀に放棄された後、18世紀以降にイヌイット（カラーリット）が進出して形成された農業景観も含めた代表的な遺跡5件が、2017年にUNESCOの世界遺産リストに登録された。

## 歴史

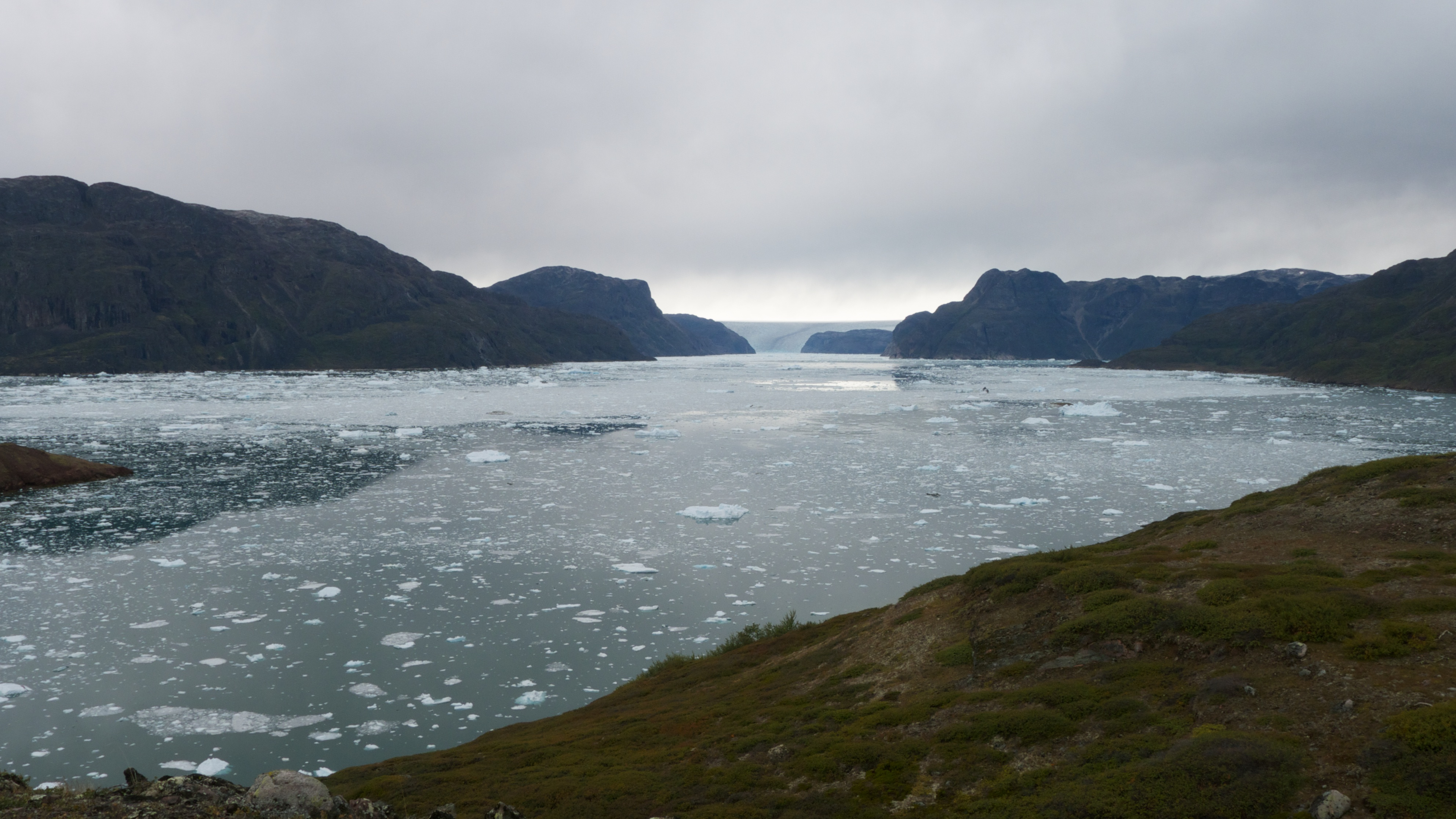
セルミリク・フィヨルド。これは、東入植地の構成地域の一つであった。

グリーンランドにおけるヴァイキングの入植は、西暦980年代に始まった。そのとき、赤毛のエイリークに率いられたヴァイキングは、グリーンランドの3つの入植地の最初である東入植地（古ノルド語 : Eystribyggð）を築いた。東入植地は現在のクヤレックに広がっており、つまりそれは、エイリークスフィヨルド、イガリクフィヨルド、セルミクフィヨルドの入り口にあたる。西暦1000年ごろにはグリーンランドにおよそ5,000人の入植者がいたが、うち4,000人が東入植地に住んでいた。
赤毛のエイリークの妻は私設聖堂を建てていたとされるが、以降1世紀ほどの間は農場主が芝土で建てる小さな私設聖堂が普通だった。しかし、12世紀にノルウェー王への入植者らの要請によって、ヨーロッパから初代常駐司祭アルナルドが派遣されると、共同体の規模に見合わない巨大な石造聖堂群が建てられるようになった。
13世紀のノルウェー王ホーコン4世の時に、グリーンランドの入植者たちはノルウェー領となることを求め、納税と引き換えに毎年の貿易船の来航を要請した。この時のグリーンランドからの主力輸出品はセイウチの牙であり、西入植地近くの狩猟場から、東入植地を経由し、ノルウェーのベルゲンに運ばれた。

### 食生活

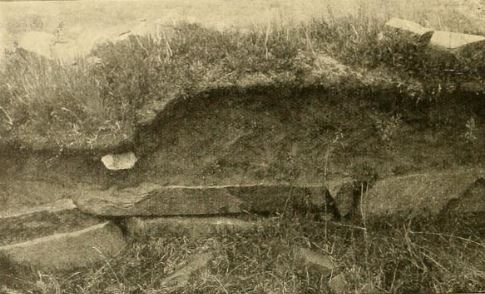
ノース人の農場の遺構

中世ノース人入植地の食生活は、牧畜に基礎を置いていた。当初はブタの飼育も試みられたが、植生などとの相性からすぐに放棄された。ウシはあくまでも奢侈品として飼育されるにとどまり、牧畜の主力をなしたのはヒツジとヤギだった。なお、特に土地が痩せた西入植地の場合、小枝や低木でも食べられるヤギの比率が時代ごとに高まっていったが、東入植地の中でも特に生産性の高い農場には、ウシを重視し続けることができた事例もあった。そして牧畜を補うものとして重要だったのがシンリントナカイとアザラシである。農耕については、亜麻をノルウェーから持ちこんだ形跡がある。
中世の温暖期が終わり、14世紀に際立った寒冷化が始まると、冬場の牧草の需要が増大する一方、牧草地の生産性は低減したらしい。発掘調査で見つかった骨の同位体分析からは、東入植地の定住生活が終わりに近づくに従い、海産物の重要性が増していったことが分かる。というのは、初期入植者の食料の割合は、農産物が80%、海産物が20%だったのに対し、14世紀グリーンランドのヴァイキングの場合、海産物が50%から80%ほどに上昇しているからである。この場合の海産物はおもにアザラシの肉であって、豊富に手に入ったはずの魚を食べていた形跡はほとんど見つかっていない。これを、遺跡の海没などによる証拠の喪失と考える論者もいるが、ジャレド・ダイアモンドはそうした仮説に反論しつつ、ヴァイキングの出身地である北欧とは異なる食の禁忌が生まれ、魚が意図的に忌避された結果ではないかと推測した。

### 終焉
東入植地に関する最後の記録は、1408年からフヴァルセー聖堂で挙行された結婚記録に見られる住民たちのものである。それに対し、他のノース人の集落、特に西入植地が放棄されて50年から100年が過ぎていた。東入植地は、1408年の記録から数十年程度は持続した可能性はあるが、確かなことは分からない。その滅亡には、寒冷化も影響していたが、むしろ社会経済的要因との複合的理由があったと考えられている。具体的には、ヨーロッパとイスラーム圏との交戦が一段落して、グリーンランドのセイウチの牙の輸出が振るわなくなったことや、非ヨーロッパ人であるイヌイットとの文化交流を避け、寒冷化の中でも絶滅を免れたイヌイットの生活様式を取り入れようとしなかったことなどである。生活様式の保守性は、埋没費用の増大も招く。従来通りに聖堂の建設などに貴重な資材を投入することで、放棄や移住という選択肢は選びづらくなる。また、寒冷化で航路が閉ざされ、ノルウェーとの交流が途絶え、新しい司教が派遣されてこなくなったことは教会の権威を揺らがせた。さらに、寒冷化で食料の分配が困難になったために、首長の権威も揺らいだのではないかと考えられている。

### 再発見後
東入植地がヨーロッパによって再発見されるのは、1723年のことだった。2年前からグリーンランドに赴いていたノルウェーのルター派宣教師が、イヌイットの案内でフヴァルセーの聖堂遺跡にたどり着いたことで、東入植地の滅亡を確認したのである。なお、18世紀以降、デンマーク人はヒツジ、ウシなどの牧畜を小規模に再開した。そして、20世紀初頭からデンマーク政府がイヌイットの生活支援策として、南グリーンランドでの牧羊を支援したため、21世紀初頭の時点で（従事人口や域内総生産に占める割合は小さいものの）牧羊は漁業、観光業に次ぐグリーンランドの代表的産業の一つとなりつつある。

## 世界遺産

### 登録経緯
ノース人の東入植地の遺跡は、現在ではグリーンランド語でグヤダー (Kujataa) と呼ばれる。その語の直訳は「南のグリーンランド」である。
この物件は2003年1月29日に世界遺産の暫定リストに記載され、2016年1月27日にユネスコ世界遺産センターに正式推薦された。世界遺産委員会の諮問機関である国際記念物遺跡会議 (ICOMOS) は、他のヴァイキング入植地遺跡であるランス・オ・メドー（カナダの世界遺産）のほか、北欧の農業関連遺産であるエーランド島南部の農業景観（スウェーデンの世界遺産）、ヴェーガ群島（ノルウェーの世界遺産）などと比べてもその世界遺産としての顕著な普遍的価値は認められるとしたものの、緩衝地帯での資源採掘などの土地利用状況が不明確であるとして「情報照会」を勧告した。しかし、2017年の第41回世界遺産委員会では、ICOMOSの勧告も踏まえて当局が対応していることも評価され、逆転での登録が認められた。
これは、デンマークの世界遺産としては9番目、グリーンランドの世界遺産としてはイルリサット・アイスフィヨルドに次いで2番目（文化遺産としては初）である。

### 登録名
世界遺産としての正式登録名は、英語: Kujataa Greenland: Norse and Inuit Farming at the Edge of the Ice Cap、フランス語: Kujataa au Groenland : agriculture nordique et inuite en bordure de la calotte glaciaireである。その日本語訳は、以下のような揺れがある。
- グリーンランドのグヤダー:氷冠縁辺部における古代スカンジナビア人とイヌイットの農業景観 - 日本ユネスコ協会連盟[47]
- クジャタア・グリーンランド:氷帽周縁部におけるノース人とイヌイットの農業地域 - 世界遺産検定事務局[48]
- クヤータ・グリーンランド:氷帽周縁部でのノース人とイヌイットの農業 - 古田陽久・古田真美[49]
- クヤタグリーンランドの氷帽縁辺部でのノース人とイヌイットによる農業景観 - 『なるほど知図帳』[50]
- クヤータ・グリーンランド:氷帽周縁部のノース人とイヌイットの農業景観 - 『今がわかる時代がわかる世界地図』[51]
- クジャターグリーンランド:古代ノース人とイヌイト人の氷原端農業 - プレック研究所[45]

### 登録基準
この世界遺産は世界遺産登録基準のうち、以下の条件を満たし、登録された（以下の基準は世界遺産センター公表の登録基準からの翻訳、引用である）。
- (5) ある文化（または複数の文化）を代表する伝統的集落、あるいは陸上ないし海上利用の際立った例。もしくは特に不可逆的な変化の中で存続が危ぶまれている人と環境の関わりあいの際立った例。

世界遺産委員会は、この農牧業地域を、アイスランドから来て10世紀以降に定住し始めたノース人の漁師・農牧業従事者たちの歴史と文化、および農業と漁撈に基礎を置く経済が18世紀末頃に発達した先住民イヌイットの歴史と文化を伝えるものと見なした。これら2つの文化群の接触と混合は、耕地、牧草地、海獣の狩猟場によって特徴づけられる文化的景観を作り出した。グヤダーはまた、北極地方における農業の最初の移入例であり、ノース人たちのヨーロッパ以外での最初の入植例となっている。
なお、自然遺産の基準は適用されていないが、地質学者らの研究対象となっている火成岩帯などが存在することから、ICOMOSの勧告書では、そちらの価値についても言及された。

### 構成資産
世界遺産の登録対象になっているのは、以下の5件である。いずれもグリーンランドの地方行政区画上は、クヤレック（クヤセック）に含まれる。
| ID       | 画像 | 登録名                                        | 登録面積（単位 ha） | 緩衝地帯面積（単位 ha） | 緯度・経度                                                        |
| -------- | --- | --------------------------------------------- | ------------------- | ----------------------- | ----------------------------------------------------------------- |
| 1536-001 | | カッシアグスク Qassiarsuk                     | 11.342              | 7.703                   | 北緯61度9分52秒 西経45度35分53秒 / 北緯61.16444度 西経45.59806度  |
| 1536-001 | カッシアグスクは、かつてブラッタフリーズと呼ばれ、赤毛のエイリークが建設したとされる農場の遺跡がある。また西暦1000年頃の教会の遺構はエイリークの妻が建てたとされている。5件の構成資産の中では、観光客数が多い。 |                                               |                     |                         |                                                                   |
| 1536-002 | | イガリク Igaliku                              | 8.287               | 49.524                  | 北緯61度0分6秒 西経45度22分29秒 / 北緯61.00167度 西経45.37472度   |
| 1536-002 | イガリクにはノース人の牧羊場の遺跡が残る。かつてガルダルの司教領があった場所であり、大聖堂も建てられていた。その大聖堂は、アイスランドの大聖堂に匹敵する規模で、集落の人口規模からすると不釣り合いな大きさとされる。豊かな牧草地を擁したが、ジャレド・ダイアモンドは、東入植地が終焉に近づいた時に、周辺の困窮した入植者が殺到して滅びたのではないかと推測した。また、19世紀から現代までの住居群があり、イヌイット文化とキリスト教文化の交流を見て取れる墓地なども残る。 |                                               |                     |                         |                                                                   |
| 1536-003 | | Sissarluttoq                                  | 339                 | ―                       | 北緯60度53分48秒 西経45度29分42秒 / 北緯60.89667度 西経45.49500度 |
| 1536-003 | ノース人の牧草地だった場所で、関連する施設群の遺構が残る。 |                                               |                     |                         |                                                                   |
| 1536-004 | | ヴァトナヴェルフィ Tasikuluulik (Vatnahverfi) | 7.542               | ―                       | 北緯60度50分52秒 西経45度23分24秒 / 北緯60.84778度 西経45.39000度 |
| 1536-004 | ヴァトナヴェルフィ（ヴァトナハヴェルフィ）は東入植地の中では「最も豊かな農業地域の1つ」で、その遺構から、スカンディナビアなどと同じような農場が営まれていたと考えられている。しかし、氷河でできた渓谷に形成されていた分、氷河から吹き付ける風のせいで牧草の生育不良や土壌侵食が起こり、放棄されることになった。 |                                               |                     |                         |                                                                   |
| 1536-005 | | フヴァルセー Qaqortukulooq (Hvalsey)          | 7.382               | ―                       | 北緯60度47分33秒 西経45度50分4秒 / 北緯60.79250度 西経45.83444度  |
| 1536-005 | フヴァルセーには、ノース人の遺跡が11件、チューレ人の遺跡が2件残る。「クジラの島」の意味を持つフヴァルセーの遺跡は、構成資産5件の中でも「ノース人の最も象徴的な遺跡」とされる。上述の通り、東入植地の最後の記録は、フヴァルセーの聖堂 (Hvalsey Church) で行われた婚礼に関するものである。 |                                               |                     |                         |                                                                   |